# 鞥克濟爾噶勒
鞥克濟爾噶勒（19世纪—1914年），青海蒙古族，清末青海和硕特西前旗人，青海额鲁特西前旗札萨克多罗郡王，民國二年晉封親王。

## 生平
清光绪十一年（1885年），鞥克濟爾噶勒袭爵。光绪十八年（1893年）命在乾清门行走。宣统三年（1911年）四月二十九日，鞥克濟爾噶勒被派充清朝资政院钦选议员。民國三年（1914年）病故後，其子才拉什札布襲封親王。

## 家庭
- 先祖：策旺喇布坦，为固始汗之孙，康熙三十六年（1697）入觐，康熙四十二年（1703年）诏封多罗郡王。[1]